# Takafumi Yoshimoto
Takafumi Yoshimoto (født 13. maj 1978) er en tidligere japansk fodboldspiller.
Han har spillet for flere forskellige klubber i sin karriere, herunder Yokohama FC og Mito HollyHock.